# Comuna Huto-Mareatîn, Narodîci
Huto-Mareatîn (în ucraineană Гуто-Мар'ятинська сільська рада) este o comună în raionul Narodîci, regiunea Jîtomîr, Ucraina, formată din satele Huto-Mareatîn (reședința), Rubejivka, Sînhaii, Slavkovîți și Starîi Kujil.

## Demografie
Componența lingvistică a comunei Huto-Mareatîn
     Ucraineană (98,51%)
     Rusă (1,12%)
Conform recensământului din 2001, majoritatea populației comunei Huto-Mareatîn era vorbitoare de ucraineană (98,51%), existând în minoritate și vorbitori de rusă (1,12%).